# 西郡 (中国)
西郡（せい-ぐん）は、中国にかつて存在した郡。後漢末から南北朝時代にかけて、現在の甘粛省永昌県西部および山丹県一帯に設置された。

## 概要
後漢の献帝のとき、張掖郡を分割して西郡が立てられた。西郡は涼州に属し、郡治は日勒県に置かれた。
晋のとき、西郡は日勒・刪丹・仙提・万歳・蘭池の5県を管轄した。
西魏のとき、西郡は廃止された。